# 長春園 (香港錦田)

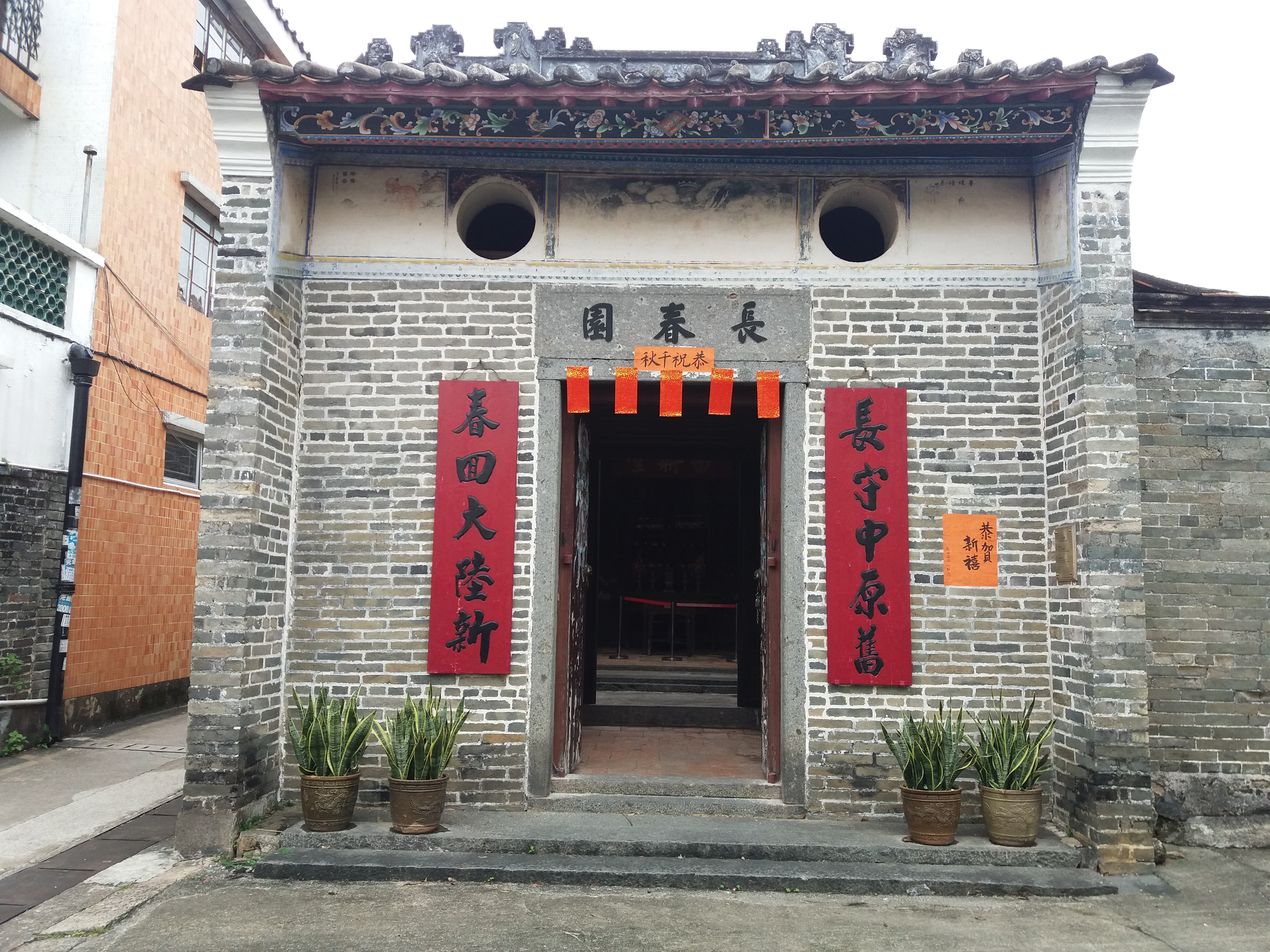
長春園

長春園，位於元朗錦田水頭村，約建於1860年代，至今已有百多年歷史。長春園是整個錦田古蹟群中唯一訓練武科人材的學堂。古物古蹟辦事處將長春園列為一級歷史建築。

## 建築
整座建築屋脊及木斗栱以簡單的圖案裝飾，正面牆頂部的兩個圓洞是作防禦之用。屋前建有風水牆用來擋煞。門前的對聯寫有「長守中原舊，春回大陸新」。磚牆以青磚組成，兩層而中空，用來散熱和防止滲水。長春園正廳是「留耕堂」，安放長春園列祖神位，供子孫供奉。
長春園由泝流園鄧氏族人鄧權軒後裔所建，為兩進式設計建築物。園內設有一個練武場，昔日的武舉人便是在此訓練出來。現時園內仍放置三把曾經用來習武的鐵關刀，分別重65斤、85斤及112斤，長8呎10吋、9呎及9呎4吋。除此之外，園內更安置了練武石和石鎖等。
22°26′47″N 114°03′40″E / 22.446306°N 114.061173°E